# Antares (album)
Pour les articles homonymes, voir Antarès (homonymie).
Albums de Sybreed
Slave Design
(2004) The Pulse of Awakening
Antares est le second album du groupe suisse de cyber metal Sybreed, sorti en Europe le 1er octobre 2007.

## Liste des titres
| No  | Titre                                             | Durée |
| --- | ------------------------------------------------- | ----- |
| 1.  | Emma-0                                            | 4:27  |
| 2.  | Ego Bypass Generator                              | 4:55  |
| 3.  | Revive My Wounds                                  | 4:22  |
| 4.  | Isolate                                           | 5:17  |
| 5.  | Dynamic                                           | 5:39  |
| 6.  | Neurodrive                                        | 4:09  |
| 7.  | Ex-Inferis                                        | 2:04  |
| 8.  | Permafrost                                        | 5:05  |
| 9.  | Orbital                                           | 5:55  |
| 10. | Twelve Megatons Gravity                           | 5:44  |
| 11. | Ethernity                                         | 9:20  |
| 12. | Technocracy (édition japonaise uniquement)        | 5:15  |
| 13. | Plasmaterial (édition nord-américaine uniquement) | 6:26  |

## Musiciens
- Drop : Guitare
- Benjamin : Chant
- Burn : Basse
- Dirk Verbeuren : Batterie